# لودویک بنوآ
لودویک بنوآ (لهستانی: Ludwik Benoit؛ ‏ ۱۸ ژوئیهٔ ۱۹۲۰ – ۴ نوامبر ۱۹۹۲) بازیگر، کارگردان نمایش، و کارگردان فیلم اهل لهستان بود. وی دانش‌آموختهٔ مدرسه ملی فیلم ووچ است.
از فیلم‌ها یا برنامه‌های تلویزیونی که وی در آن نقش داشته‌است می‌توان به چگونه جنگ جهانی دوم را آغاز کردم، حلقه و رز، یانوشیک، ماجراهای میخاو، تبر، مرد بی‌نهایت آرام، دست‌نوشته ساراگوسا، آسایشگاه ساعت‌شنی، حقیقت، یک نسل و لنین در لهستان اشاره کرد.
وی همچنین برندهٔ جوایزی همچون نشان چهلمین سالگرد خلق لهستان، نشان سی‌مین سالگرد خلق لهستان و نشان دهمین سالگرد خلق لهستان شده‌است.